# Selva di Progno
Selva di Progno (velenceiül Progno) település Olaszországban, Veneto régióban, Verona megyében. Lakosainak száma 904 fő (2023. január 1.). Selva di Progno Ala, Badia Calavena, Bosco Chiesanuova, Crespadoro, Recoaro Terme, Velo Veronese, Vestenanova és Rovere Veronese községekkel határos.

## Népesség
A település népességének változása:
| Lakosok száma | 911  | 899  | 904  |
|               | 2017 | 2018 | 2023 |